# الحيوانات الأليفة لفلاديمير بوتين

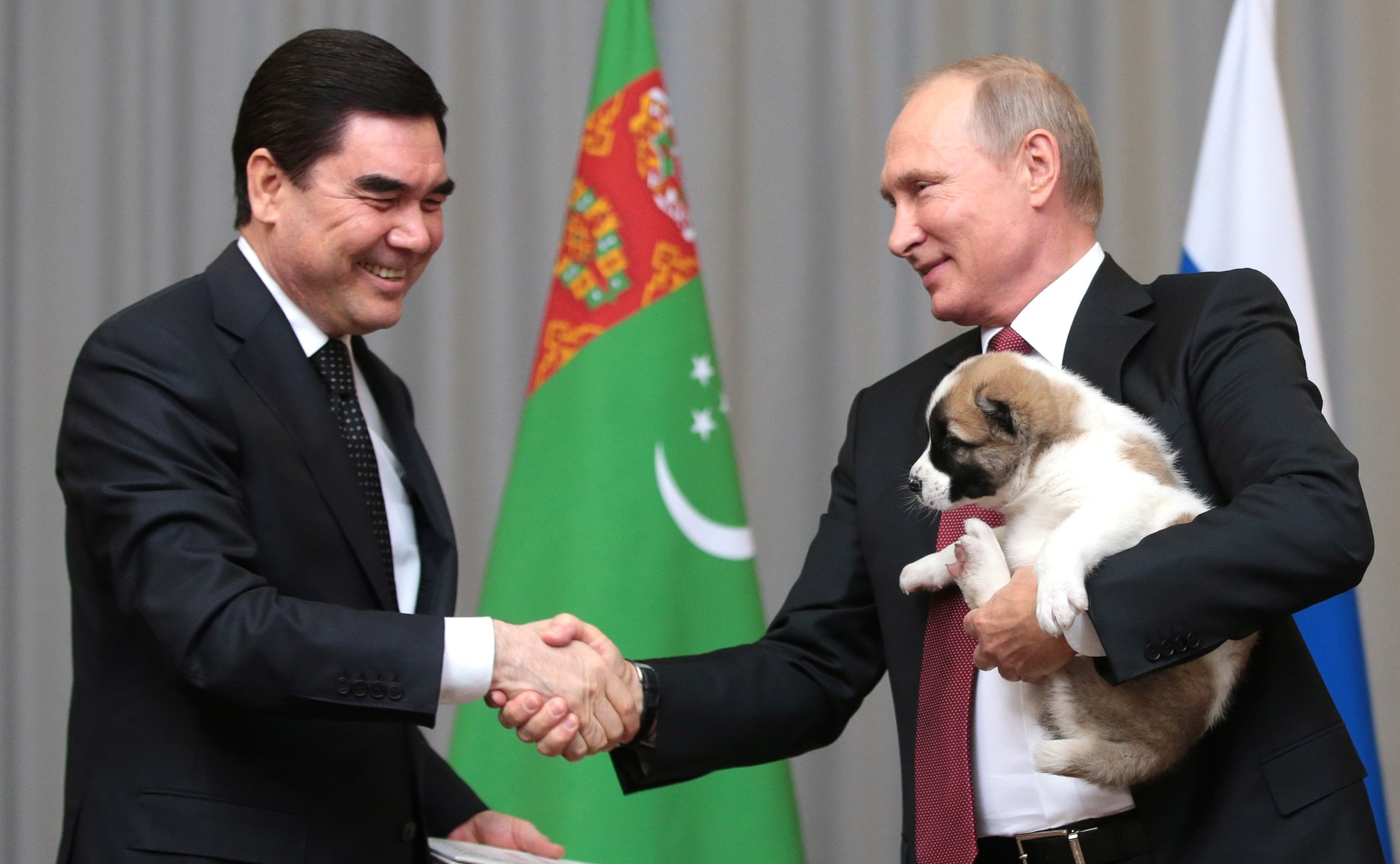
قربانقلي بردي محمدوف يقدم لفلاديمير بوتين الجرو فيرني كهدية عيد ميلاده.

يمتلك فلاديمير بوتين، الرئيس الحالي لروسيا سبعة كلاب. منذ عام 2014، امتلك أربعة كلاب. عندما تولى بوتين منصبه، كان لدى عائلته كلبان من البطباط، وهما توسيا وروديو. وبحسب ما ورد مكثوا مع زوجته السابقة لودميلا بوتينا بعد طلاقهما.

## الكلاب

### كوني (1999–2014)

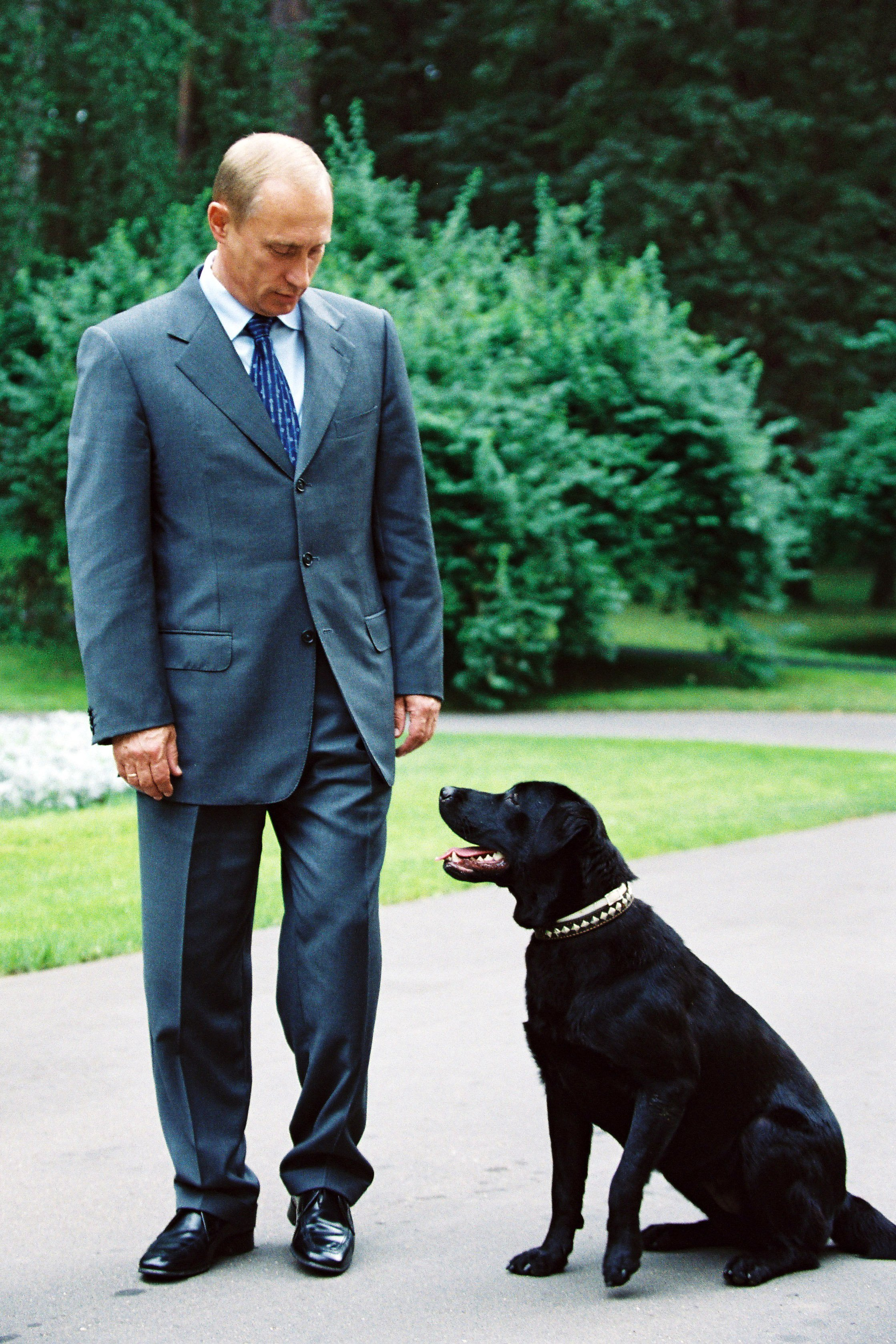
فلاديمير بوتين مع كوني 2001.

كوني (1999–2014) كانت أنثى لابرادور ريتريفر سوداء. وُلدت كوني عام 1999 وتم تقديمها لفلاديمير بوتين في ديسمبر 2000. غالبًا ما شوهدت كوني إلى جانب بوتين، وكان يُسمح لها أحيانًا بحضور الاجتماعات عندما كان يحيي زعماء العالم خلال زياراته إلى روسيا.
تم تحديث بوتين بشأن التقدم المحرز في النظام الروسي العالمي للملاحة عبر الأقمار الصناعية في عام 2007 عندما سأل عما إذا كان سيكون قادرًا على شراء جهاز متصل بغلوناس يسمح له بتتبع كلبته. تم عرض الطوق في 17 أكتوبر 2008، مما جعل كوني أول متلقي لطوق حيوان أليف يدعم غلوناس.

### بافي (منذ 2010)
تم منح بافي، وهو كلب بلغاري أبيض يبلغ من العمر 10 أسابيع، وهو راعي كاراكاشان، إلى الرئيس فلاديمير بوتين خلال زيارة إلى بلغاريا في نوفمبر 2010 من قبل رئيس الوزراء البلغاري بويكو بوريسوف. تم اختيار الاسم «بافي» من قبل صبي يبلغ من العمر خمس سنوات خلال مسابقة وطنية.

### يومي (منذ 2012)
يومي، وهي أنثى أكيتا تبلغ من العمر 3 أشهر، وصلت إلى موسكو من طوكيو، اليابان، في يوليو 2012، كهدية من محافظة أكيتا لإظهار امتنانها للمساعدة من روسيا بعد زلزال وتسونامي توهوكو عام 2011. كلمة «يومي» تعني «حلم» باللغة اليابانية. في عام 2016، عرضت الحكومة اليابانية على بوتين جروًا من نوع أكيتا كرفيق ليومي، لكن هذه الهدية رُفضت.

### فيرني (منذ 2017)
كان فيرني هدية عيد ميلاد من قربانقلي بردي محمدوف، رئيس تركمانستان، خلال اجتماع في سوتشي في أكتوبر 2017. الجرو من نوعية ألاباي، وهو من أفضل أنواع الكلاب الراعية في آسيا الوسطى. تعني كلمة «فيرني» بالروسية «المؤمن» أو «المخلص».

### باشا (منذ 2019)
باشا هو جرو سربلانين أهدى لبوتين من الرئيس الصربي ألكسندر فوتشيتش خلال زيارة رسمية في يناير 2019.